# Clownhouse
Clownhouse (Brasil: Palhaço Assassino ou Máscaras do Terror ) é um filme estadunidense do gênero terror de 1989, escrito e dirigido por Victor Salva.

## Sinopse
Três irmãos adolescentes, o caçula Casey Collins, Geoffrey e o mais velho Randy, passam a noite sozinhos em casa (seus pais estão ausentes), enquanto isso, três doentes mentais escapam de uma clínica psiquiátrica, chegam em um circo instalado na cidade, eles matam os palhaços que acabaram de se apresentar e roubam suas fantasias, pintam os rostos e saem pelas ruas, quando resolvem aterrorizar a casa dos irmãos.

## Elenco
- Nathan Forrest Winters...  Casey Collins
- Brian McHugh...  Geoffrey Collins
- Sam Rockwell...  Randy
- Michael Jerome West  ...  Lunatic Cheezo (as Tree)
- Byron Weible  ...  Lunatic Bippo
- David C. Reinecker  ...  Lunatic Dippo
- Timothy Enos  ...  Real Cheezo / Georgie
- Frank Diamanti  ...  Real Bippo / Charlie
- Karl-Heinz Teuber  ...  Real Dippo (as Karl Heinz Teuber)
- Viletta Skillman  ...  Mrs. Collins - Mother
- Gloria Belsky]  ...  Fortune Teller
- Tom Mottram  ...  Ringmaster
- Erika Young  ...  Ellie - Storekeeper
- Jasper Watts  ...  Jasper
- Bobby Salem  ...  Booth Barker